# Le Golf du Gouverneur
Le Golf du Gouverneur is een golfclub in Monthieux, Frankrijk.
Er zijn twee 18-holes golfbanen en een kortere 9 holesbaan. Vanaf de heren backtee heeft de Breuil-baan een lengte van 6578 meter en een par van 72, en de Montaplan-baan een lengte van 5880 meter en een par van 71. Kasteel Le Breuil dateert uit de 14de eeuw.
Op de golfschool wordt les gegeven door Lamberto Capoccia en Corinne Soulès, viervoudig kampioene van Frankrijk en jarenlang lid van de Europese Tour. Capoccia gaf voorheen twintig jaar les op de Golf Club de Lyon.
In 2011 wordt hier het AGF-Allianz EurOpen de Lyon van de Europese Challenge Tour gespeeld.

## Trivia
Bij de baan is een Best Western Hotel. Niet ver van Le Gouverneur is een vogelreservaat. Iets verder is de middeleeuwse stad Pérouges.